# Don Carlos (cantautor)
Don Carlos (Kingston, 29 de juny de 1952) és un cantant i compositor de reggae jamaicà. Va començar a cantar l'any 1973 com a membre de Black Uhuru al costat de Garth Dennis i Derrick Simpson. És considerat un del precursors del roots reggae.
El 1988 va gravar «Jingle Bells» amb Glenice Spenser a A Reggae Christmas per a RAS Records. El 1990 va retornar com a cantant principal d'un àlbum Black Uhuru, Now.
Don Carlos va actuar a la capital keniana Nairobi el 2010 i el 3 de juny de 2017, i a les ciutats zambianes de Lusaka, Kitwe i Livingstone entre el 6 i el 8 de juny de 2014.

## Discografia
- Suffering (1981), Negus Roots - també publicat sota el títol Prophecy
- Day to Day Living (1982), Greensleeves
- Harvest Time (1982), Negus Roots
- Spread Out (1983), Burning Sounds
- Pass the Lazer Beam (1983), Jackpot
- Just A Passing Glance (1984), RAS
- Deeply Concerned (1987), RAS
- Time Is The Master (1992), RAS
- 7 Days A Week (1998), RAS
- Dub Version (2000), Dressed to Kill
- Changes (2010), Heartbeat

Don Carlos & Gold
- Them Never Know Natty Dread Have Him Credential (1981), Channel One
- Raving Tonight (1983), RAS
- Ghetto Living (1983), Tamoki Wambesi
- Never Run Away (1984), Kingdom
- Plantation (1984), CSA
- Ease Up (1994), RAS

Àlbums compartits
- Prison Oval Clash (1980), Tamoki Wambesi - amb Earl Cunningham & Charlie Chaplin
- Roots & Culture (1982), Jah Guidance - amb Culture
- Show-Down Vol. 3 (1984), Empire/Channel One - Don Carlos & Gold/The Gladiators
- Rasta Brothers (1985), Dancefloor - amb Anthony Johnson & Little John
- Firehouse Clash (1986), Live & Learn - with Junior Reid
- Head 2 Head (2001), Attack - Horace Andy & Don Carlos